# Maltesiska
Maltesiska är ett språk i den semitiska språkfamiljen. Det är nationalspråk på Malta och är ett av de officiella språken i EU. Språket delas in i sju dialekter. 
Maltesiska stammar ursprungligen från arabiska, men är starkt påverkat av italienska (i synnerhet sicilianska) som utgör 52 procent av ordförrådet. Språket har även influerats av franska och engelska. Italienska talas av cirka 66 % av befolkningen och har traditionellt sett varit ett viktigt språk på Malta. Italienska var tidigare officiellt språk vid sidan av engelska, men ersattes som sådant av maltesiska 1964.
Maltesiska är det enda semitiska språk som skrivs med ett standardiserat latinskt alfabet (se nedan). Det är även det enda semitiska språk som talas av ursprungsbefolkningen i ett europeiskt land.
Maltesiska blev ett av två officiella språk (det andra är engelska) på Malta i och med självständigheten 1964 då italienska förlorade sin status som officiellt språk. Idag talar omkring 371 900 människor maltesiska; många av dessa bor i Australien, Kanada, Italien, Tunisien, Storbritannien eller USA.
Det äldsta kända dokumentet som skrivits på maltesiska är "Il Cantilena," en dikt som skrevs på 1400-talet av Pietro Caxaro. Under århundraden hade maltesiskan inget skriftspråk.

## Alfabet
Det maltesiska alfabetet är baserat på det latinska alfabetet, med tillägg av några bokstäver som har diakritiska tecken. 
Det består av 30 bokstäver:
| A a | B b | Ċ ċ  | D d | E e | F f | Ġ ġ  | G g | Għ għ    | H h | Ħ ħ | I i | Ie ie    | J j      | K k |
| --- | --- | ---- | --- | --- | --- | ---- | --- | -------- | --- | --- | --- | -------- | -------- | --- |
| /ɐ/ | /b/ | /tʃ/ | /d/ | /ɛ/ | /f/ | /dʒ/ | /g/ | /ˤː, ħː/ | h   | /ħ/ | /ɪ/ | /iɛ, iː/ | /j/      | /k/ |
| L l | M m | N n  | O o | P p | Q q | R r  | S s | T t      | U u | V v | W w | X x      | Ż ż      | Z z |
| /l/ | /m/ | /n/  | /o/ | /p/ | /ʔ/ | /r/  | /s/ | /t/      | /ʊ/ | /v/ | /w/ | /ʃ, ʒ/   | /ts, dz/ | /z/ |

Alfabetet innehåller inte den latinska bokstaven Y.

## Textprov
Herrens bön på maltesiska:
Missierna li inti fis-smewwiet,

Jitqaddes ismek,

Tiġi saltnatek

Ikun li trid Int kif fis-sema hekkda fl-art.

Ħobżna ta' kuljum

agħtina llum

aħfrilna dnubietna bħalma naħfru lil min hu ħati għalina

u la ddaħħalniex fit-tiġrib

iżda eħlisna mid-deni.

Amen.

Med undantag av första ordet, Missierna, "vår Fader", är alla ord av arabiskt ursprung.

### Språkträd
- Afroasiatiska språk
  - Semitiska språk
    - Centralsemitiska språk
      - Sydliga centralsemitiska språk
        - Arabiska språk
          - Arabiska (32 varianter)
          - Hassaniyya (2 varianter)
          - Maltesiska